# 오로시정 (아오모리시)
오로시정(卸町)는 일본 아오모리현 아오모리시의 지명이다. 우편번호는 030-0137. 